# Fränkische Galerie (Kronach)

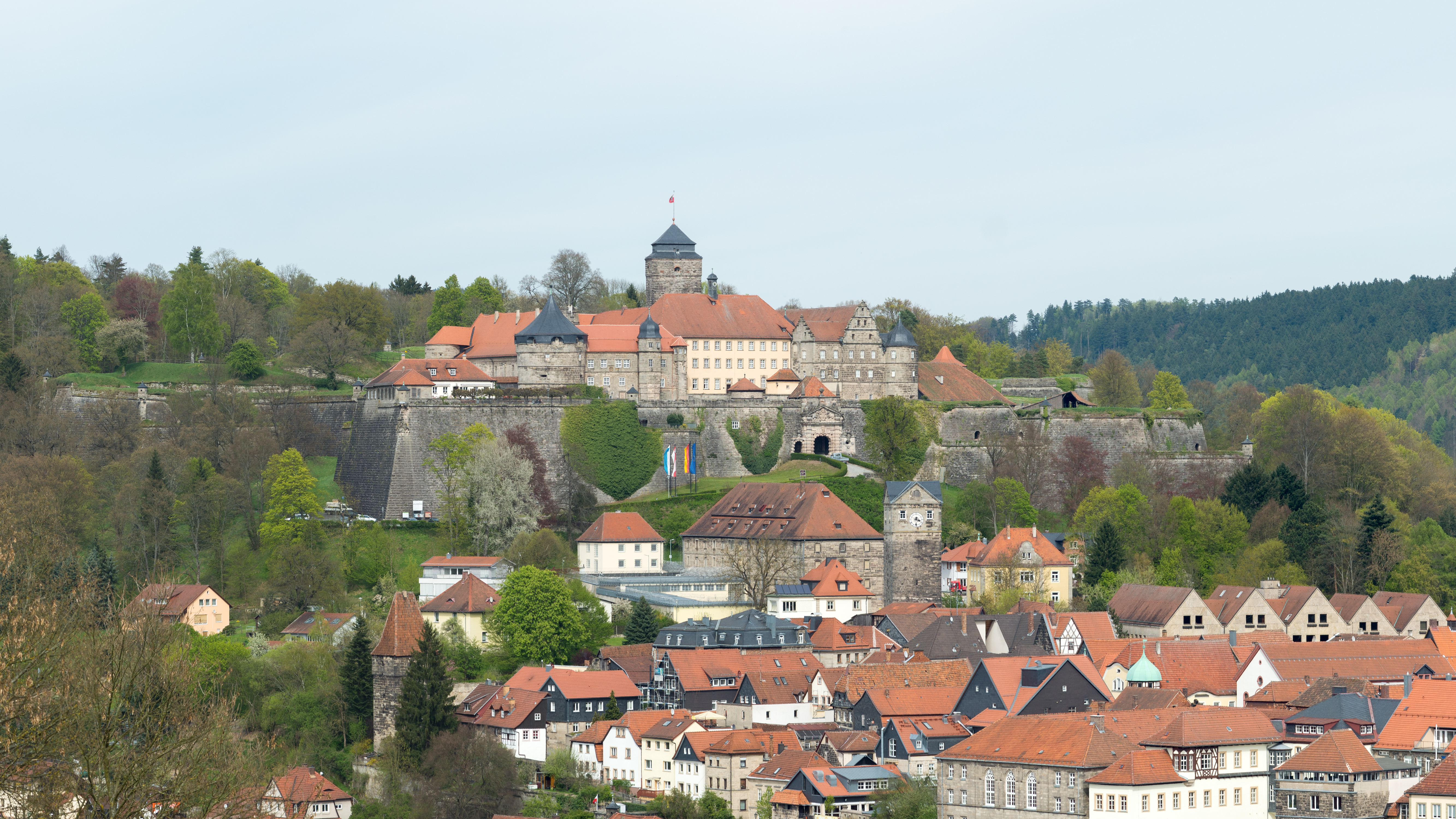
Festung Rosenberg

Die Fränkische Galerie in der oberfränkischen Stadt Kronach ist ein Zweigmuseum des Bayerischen Nationalmuseums in München. Das am 7. Juli 1983 eröffnete Museum zählt zu den ersten Zweigstellen des Nationalmuseums, die im Zuge des 1979 von der Bayerischen Staatsregierung beschlossenen Museumsentwicklungsprogramms des Staatsministeriums für Unterricht und Kultus eingerichtet wurden.

## Standort

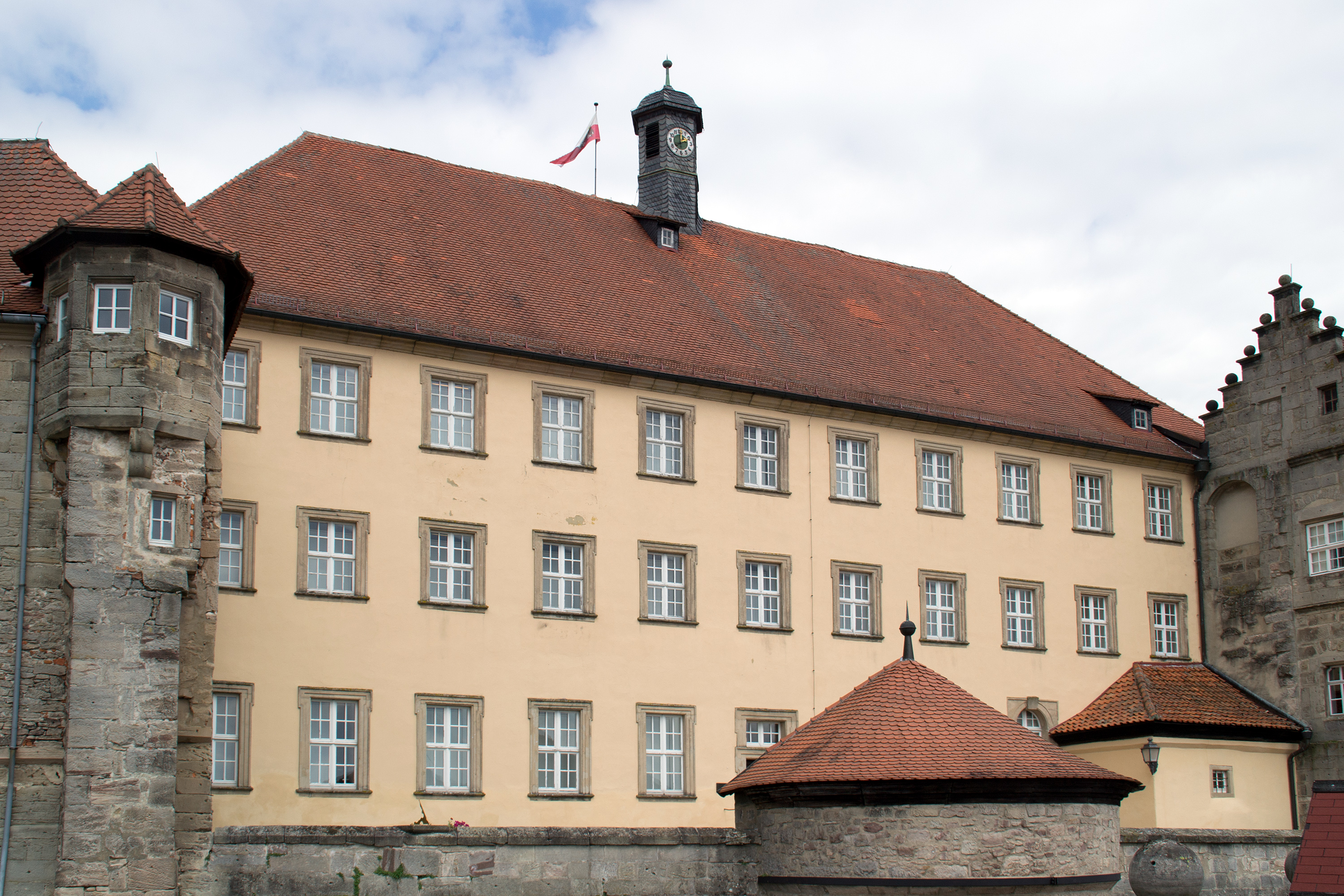
Kommandantenbau der Festung

Die Fränkische Galerie befindet sich im ehemaligen Kommandantenbau der Festung Rosenberg, der sein heutiges Erscheinungsbild in den Jahren 1730 bis 1733 vom berühmten Barockbaumeister Balthasar Neumann erhielt. Das Innere des Gebäudes wurde für die Nutzung als Museum stark verändert und bietet, verteilt über 13 Räume auf drei Etagen, rund 1000 Quadratmeter Ausstellungsfläche.

## Sammlung
Die Mehrzahl der über 200 Ausstellungsstücke in der Fränkischen Galerie stammt aus den Beständen des Bayerischen Nationalmuseums, das seinerseits einen Großteil der Objekte im Jahr 1860 aus der privaten Kunstsammlung des Bamberger Zeichenlehrers Martin Joseph von Reider erhielt. Weitere Stücke erwarb das Nationalmuseum in den 1850er Jahren bei der Versteigerung alten Kirchenbesitzes in Weißenburg in Bayern oder erhielt sie als Schenkungen aus den Privatsammlungen von Gotthard Martinengo in Würzburg und Karl Streit in Bad Kissingen und aus dem damals noch fränkischen Eichstätt. Ergänzt werden die Kunstwerke aus den Beständen des Nationalmuseums unter anderem durch Dauerleihgaben der Bayerischen Staatsgemäldesammlungen, der Bundesrepublik Deutschland, der Stadt Kronach und des Vereins 1000 Jahre Kronach e. V.
Bei den ausgestellten Objekten handelt es sich vor allem um Kunst des 13. bis 16. Jahrhunderts aus allen Teilen Frankens. Hierzu gehören unter anderem zwei von Hans von Kulmbach, einem Schüler Albrecht Dürers, geschaffene Altarflügel mit Darstellungen der Heiligen Laurentius und Stephanus. Exemplarisch für die Kunst im Hochstift Bamberg, zu dem Kronach bis 1802 gehörte, stehen mehrere Werke von Wolfgang Katzheimer. Eine große Tafel aus seinem Atelier zeigt den heiligen Jakobus zwischen den beiden Bamberger Bistumsheiligen Kunigunde von Luxemburg und Heinrich II., der in seinen Händen ein Modell des Bamberger Doms hält. Eigene Abteilungen der Galerie sind dem Schaffen des Bildschnitzers und Bildhauers Tilman Riemenschneider und des aus Kronach stammenden Malers und Grafikers Lucas Cranach und deren jeweiligen Werkstätten gewidmet. Weitere Werke stammen von Adam Kraft, Paul Lautensack und Veit Stoß. Neben den Erzeugnissen fränkischer Künstler werden auch verschiedene Exponate aus Frankreich und Nordwestdeutschland gezeigt.
Im Jahr 2012 war die vom Haus der Bayerischen Geschichte ausgerichtete Bayern-Ausstellung Festungen – Frankens Bollwerke, die einen Überblick über die Geschichte der Festungsanlagen in Franken bietet, in den Räumen der Fränkischen Galerie zu sehen. Ein Großteil der gezeigten Exponate verblieb nach dem Ende der Bayern-Ausstellung als Dauerleihgabe in Kronach und gehört dort mit kleineren Erweiterungen seit März 2013 zum ständigen Angebot der Fränkischen Galerie.